# 甲狀會厭肌
甲狀會厭肌（thyroepiglottic muscle）相當數量的甲杓肌的肌纖維被延長到杓狀會厭襞；其中有些遺失，而其他的則繼續延伸到會厭的邊緣。甲狀會厭肌有不同的英文名稱：thyroepiglotticus 或 thyroepiglottic muscle，有時被描述為分開的肌層。甲狀會厭肌的功能是在擴大喉入口。

## 外部連接
- The root of the neck
- Thyroepiglottic muscle （页面存档备份，存于）